# Cissampelos glaberrima
Cissampelos glaberrima es una especie fanerógama perteneciente a la familia Menispermaceae. Es originaria de Brasil.

## Propiedades
La planta contiene   Eletefina que es un alcaloide isoquinolina que fue aislado por primera vez en 1998. Es una de las especies que contiene los poco conocidos principios activos llamados  stephaoxocano, así como stephaoxocanidina, excentricina, y las stephalonganinas.

## Taxonomía
Cissampelos glaberrima fue descrita por Augustin Saint-Hilaire y publicado en Flora Brasiliae Meridionalis (quarto ed.) 1(2): 46. 1825.
Sinonimia:
- Cissampelos clematidea C.Presl
- Cissampelos errabunda Miers
- Cissampelos galapagensis A.Stewart
- Cissampelos parmata Miers ex Diels
- Cissampelos parriera Vell.[6]